# 성찬예배
성찬예배(聖餐禮拜, 그리스어: θεία λειτουργία, 러시아어: Божественная литургия)는 일반적으로 비잔티움 전통 계열 기독교의 성찬 전례를 일컫는 용어이다. 동방 정교회와 동방 가톨릭교회에서는 자신들의 성찬 전례를 성찬예배라고 칭하고 있다. 아르메니아 그리스도교의 두 축을 이루는 아르메니아 사도교회와 아르메니아 가톨릭교회 역시 성찬예배라는 용어를 사용한다. 일부 오리엔트 정교회에서는 성찬예배라는 용어 대신 ‘거룩한 봉헌예배(고대 시리아어: qurbono qadisho, 아르메니아어: surb patarag)’라는 용어를 사용한다. 이따금씩 라틴 양식 성찬 전례를 지칭하는 미사 내지는 그리스어인 리투르기아로 언급되기도 한다.
동방 교회, 특히 동방 정교회에서는 전통적으로 성찬예배는 시간과 공간을 초월한다고 가르친다. 성찬예배를 통해 모든 신자는 현세를 떠난 성인들과 천상의 천사들과 더불어 하느님의 나라에서 하느님에 대한 경신례를 바침으로써 하나가 된다고 믿는다. 동방 교회의 전승에 따르면, 성찬예배는 본래 유다교의 경신례에서 유래한 것으로서 초기 그리스도인들에 의해 그리스도교의 가르침에 맞게 변경되었다고 전해진다. 이는 성찬예배의 첫 번째 부분으로서 성경 봉독과 강론을 포함한 ‘말씀 전례’에서 그 흔적을 엿볼 수 있다. 성찬예배의 두 번째 부분인 ‘성찬 전례’는 최후의 만찬과 초기 그리스도인들이 거행한 최초의 성찬식에 의거해 추가된 것으로 추정된다. 성찬예배에 참여하는 동방 그리스도교도들은 전통적으로 성찬전례가 예배의 중심임을 믿는데, 성찬전례는 빵과 포도주가 축성을 통해 그리스도의 몸과 피로 성변화한다는 믿음을 골자로 하고 있다. 그리고 신자들이 이 빵과 포도주를 먹고 마심으로써 그리스도의 몸, 곧 교회의 일부가 된다고 믿고 있다. 교파별로, 또 전례시기에 따라 각 성찬예배는 다소 차이점이 존재하지만, 기본적으로는 서로 유사한 점이 많다. 다만 각자 전통과 목적, 문화 및 신학적 방향에 입각하여 전례에 적용시켰을 뿐이다.

## 종류

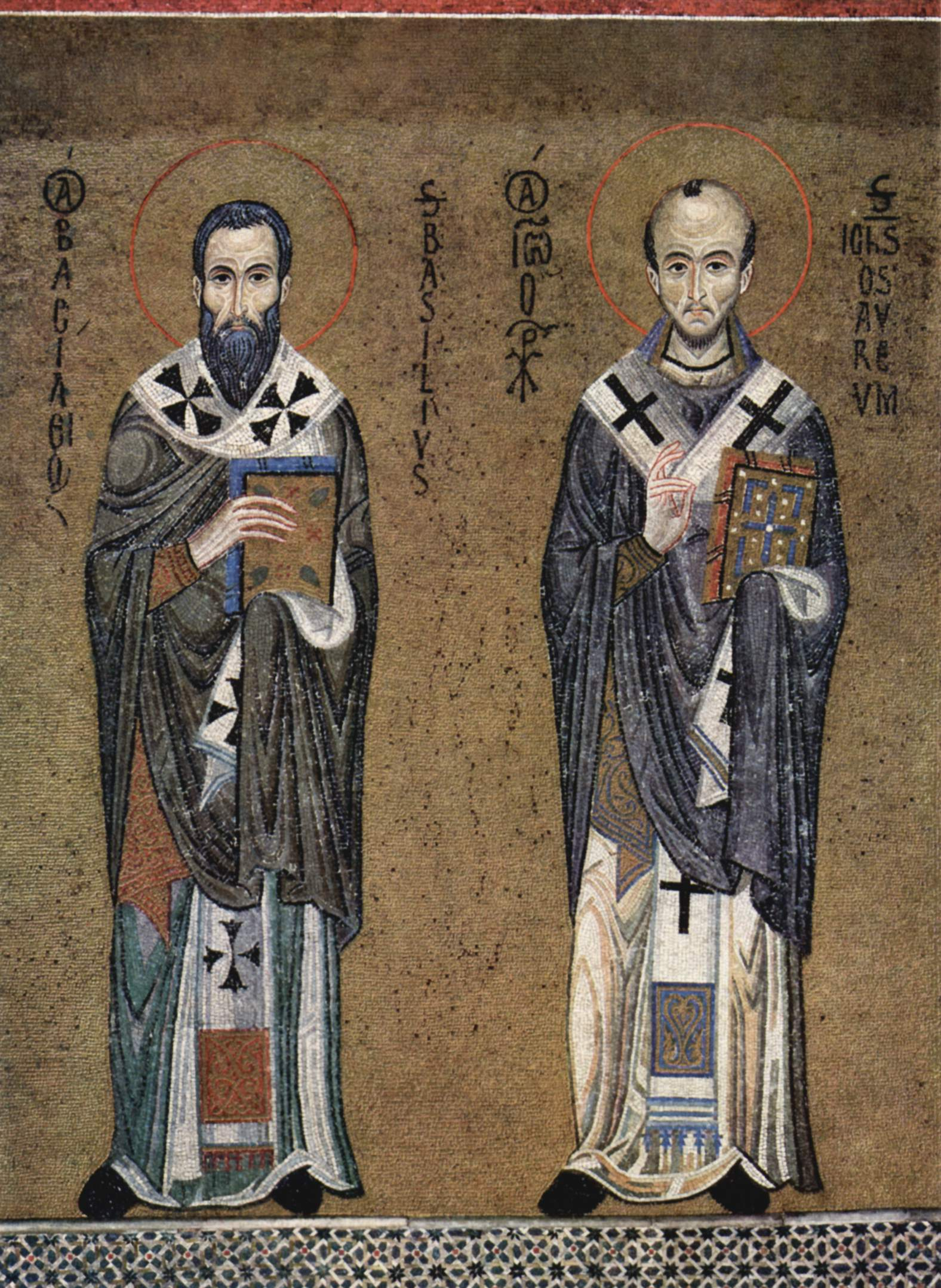
자주 거행되는 두 성찬예배의 창시자인 성 대 바실리오(왼쪽)와 성 요한 크리소스토모(오른쪽)의 모자이크 성화.

동방 정교회와 동방 가톨릭교회에서는 다음 세 가지 성찬예배를 거행한다.
- 성 요한 크리소스토모스 성찬예배(서기 5세기)는 밑의 두 성찬예배를 거행할 때와 사순시기와 성대주간의 월요일부터 금요일까지를 제외하고는 언제나 거행할 수 있다.

- 성 대 바실리오스 성찬예배(서기 4세기)는 성 대 바실리오의 축일(1월 1일)과 사순시기 중 5주일과 성대주간 성대목요일, 성대토요일 아침, 주님 신현 축일 전날(1월 5일) 아침 등 1년에 10번만 거행할 수 있다.

- 성 야고보 사도 성찬예배(서기 1세기)는 보통 예루살렘에서 예루살렘의 초대 주교인 성 야고보 의인의 축일인 10월 23일과 성탄절 다음날인 12월 26일에만 집전된다.

추가적으로, 미리 축성된 성찬예배라는 것도 있는데, 이것은 평일 때 거행하지 않고 사순 시기에만 거행한다.

## 구성
성찬예배의 형식은 비록 전례 시기나 축일에 따라 독서나 성가 등이 바뀌기는 하지만, 기본적인 구조는 정해져 있다. 기본적으로 성찬 예배는 아래와 같이 크게 세 부분으로 구성되어 진행된다.
- 준비 예식 : 성찬예배에서 사용할 봉헌물인 빵과 포도주를 준비하고 성찬예배를 봉헌할 사제가 제의를 입는 예식을 포함한다.
- 예비 신도 예식 : 찬송과 기도, 성경 봉독, 강론의 순서로 이루어지며, 이때는 영세예비자와 영세자가 함께 성찬예배에 참석할 수 있다. 초대 교회에는 이 예식이 끝나면 예비 신도들을 성당 밖으로 돌려보냈다. 말씀 전례라고도 부른다.
- 신도 예식 : 이 예식에는 오직 세례를 받은 신자들만이 참여했기 때문에 신도 예식이라고 부른다. 오늘날 이러한 제한은 영성체에 있어서만 적용되고 있다.

전통적인 비잔틴 전례 양식은 다음과 같이 진행된다.

### 준비 예식
‘프로스코미디’는 ‘하느님에게 바친다’라는 뜻의 그리스어로 보통 준비 예식으로 해석한다. 예식의 일부는 비공개로 진행되며, 오직 사제와 보제만이 진행한다. 이 예식은 그리스도의 지상 생활의 신비스러운 부분을 상징한다.
사제는 성찬예배를 전날 저녁부터 준비하는데 우선 마음의 준비와 금식이다. 저녁 식사 이후 물 한 모금도 마시지 않고 다음날 성찬예배를 집전할 아침에도 물 한 모금도 마시지 않은 상태에서 맨 먼저 성소에 입당한다. 입당하기 전에 마음을 살피고 성령에게 바치는 기도를 한다. 예수 그리스도 성화에 신고를 하고 성모 마리아, 성 요한 세례자, 성 요한 사도에게 전구를 청하고 성소에 들어간다.
사제가 성소에 들어가면 우선 제의를 입는다. 먼저 입는 제의는 스티카리온이다. 이것을 입으면서 사제는 이사야서 61장 10절의 구절을 봉독한다. 그 다음은 에피트라킬리온을 입는데 이는 사제를 상징하는 옷이다. 시편 133장 2절을 봉독하며 입는다. 세 번째로 가슴에 띠를 두르는데 시편 18편 33절이 기도문이다. 그 다음 사제는 양손에 수대를 끼운다. 오른손에 수대를 끼우면서 탈출기 15장 6~7절을, 왼손에 수대를 끼면서 시편 119편 73절을 봉독한다. 마지막으로 시편 132편 9절을 봉독하면서 펠로니온을 입는다. 이로써 사제가 제의를 입는 의식이 끝났다. 이 의식은 사제가 제의를 입으면서 하느님의 말씀으로 무장하는 의식이라고 하여 ‘게러’라고 부른다.
게러가 끝나면 사제는 손을 물로 씻은 다음 “주님의 손을 씻고 죄없는 몸으로 당신의 제대를 두루 돌면서 저에게 하신 놀라운 일들을 전하며 고마운 마음으로 노래하며 찬미하리라. 주님, 저는 당신이 사시는 집이 좋사옵니다. 당신의 영광이 깃든 곳이 좋사옵니다. 이 목숨을 죄인들과 함께 거두지 마소서.”라는 기도를 바치며 제대를 제대를 두루 돌고 예비 제대로 간다. 이때에 벌써 신도들이 제대에 들어오면서 예배를 드리게 되며 아침 예배가 지성소 밖에서 진행되고 사제는 봉헌물을 준비한다.

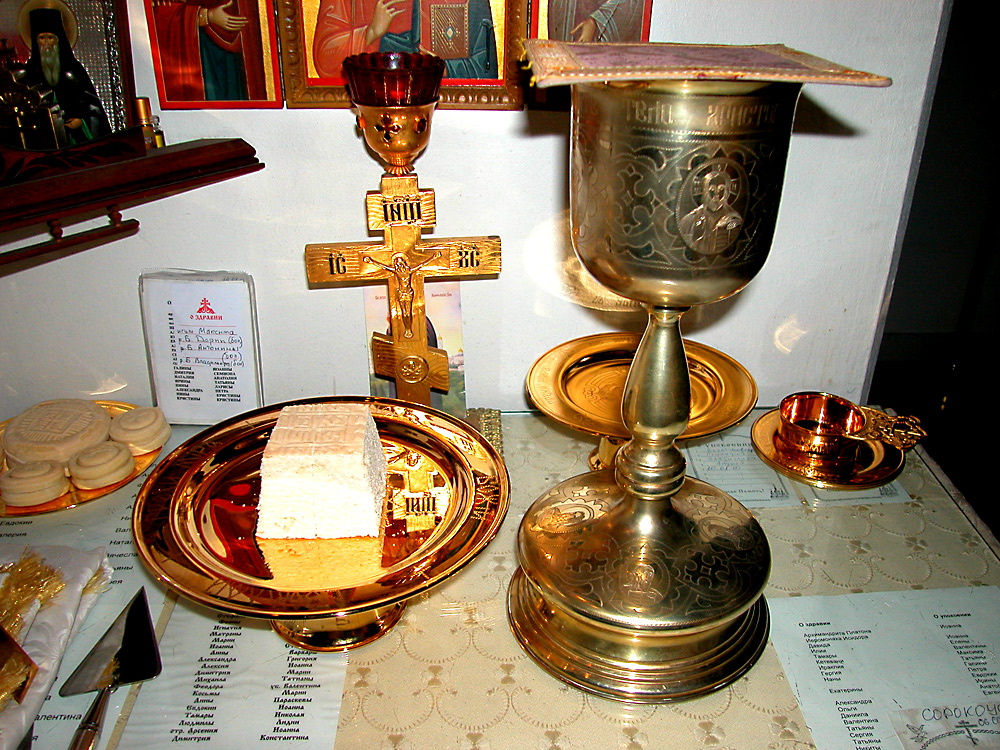
빵과 포도주, 성구들이 놓인 제대

봉헌물에 쓰이는 빵과 포도주는 신자들이 가져온다. 빵을 하느님의 봉헌물로 가져오면 누룩이 들어있는 빵에 직인을 찍는다. 이 직인은 ‘이에수스 크리스토스 니카(IC XC NIKA)’로 뜻은 ‘예수 그리스도께서는 승리하신다’라는 뜻이다. 이 부분이 몸이 되는 어린양을 나타낸다. 이 빵은 예수가 최후의 만찬에 사용했던 누룩이 든 빵으로 아르토스라고 한다. 사제는 이 부분을 표창으로 잘라내서 한가운데 놓는다. 어린양 옆에(제대를 중심으로 오른쪽) 삼각형으로 된 M자가 그려진 것은 밋데라로 예수의 어머니인 성모 마리아를 상징한다. 어린양 왼쪽 옆에는 삼각형으로 된 것은 아홉 개가 놓여 있는데, 이는 각각 천사들과 성인들을 뜻한다. 좌측 맨 위의 부분을 잘라 놓으면서 성 미카엘과 성 가브리엘 등의 대천사들을 기념한다. 그 밑에 세례자 요한, 모세, 아론, 다윗, 다니엘 등의 예언자들을 기념한다. 세 번째 줄은 성 바오로와 열두 사도를 비롯한 사도들이 기념된다. 가운데 줄 맨 위에는 성 바실리오를 비롯한 모든 성직자를, 그 다음 줄은 성 스테파노 등의 순교자들을, 그 다음은 수도자들을 기념한다. 우측 맨 위에는 기적을 행하는 성인 바로 가운데 성모 마리아의 부모인 성 요아킴과 성녀 안나와 그 다음은 그날 축일로 지낸 성인들이 기념된다.
어린양 앞에는 세례받은 모든 신자가, 그 앞에는 죽은 이들이 기념된다. 이리하여 성반은 그 자체가 하나의 조그마한 우주를 상징하게 되며 산 자와 죽은 자 모두가 천상에서 같이 만나게 된다.

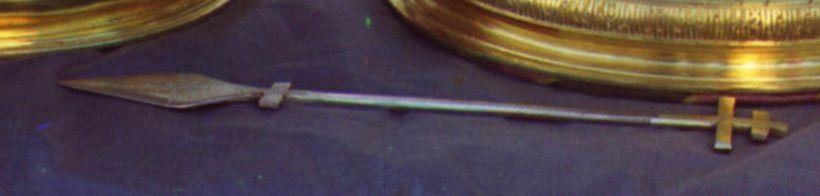
성창

성작에는 포도주와 물을 부어서 그리스도의 성혈을 의미하는데, 이는 십자가에서 창에 찔려 옆구리에서 흘러나온 그리스도의 피와 물을 상징한다. 사제는 창 모양의 성창을 예수 몫의 빵에서 IC(예수)라고 쓰여진 옆면을 찌르면서 “군인 하나가 창으로 옆구리를 찔렀다. 그러자 거기에서 피와 물이 흘러 나왔다. 이것은 자기 눈으로 직접 본 사람의 증언이다. 그러므로 이 증언은 참되다.”(요한 19:34-35)라고 말하면서 먼저 적포도주를 성작에 붓고 물을 조금 붓는다.
그리고 별이라 부르는 십자 모양으로 구부려진 것에 향을 쐬인 다음 성반의 빵 위에 얹고, 그 위에 향을 쐬인 성보로 덮고, 성작에도 따로 향을 쐬인 성보를 덮고 좀 더 큰 성보 하나를 역시 향을 쐬인 다음 성반과 성작 전체를 덮는다.
그리고 사제는 빵과 포도주에 분향하고 제대의 네 면과 성상들에 분향하고 성당 내 모든 이콘들과 신도들과 신도석에 분향한다. 분향은 신자들의 기도이고, 향기는 성령의 은혜를 상징한다. 향을 처음 피울 때 사제는“ 이 향을 드리오니 천상의 향기처럼 받아주시고 저희 모두에게는 성령의 은혜가 충만케 하여 주소서.”라는 말을 한다.
이렇게 해서 준비 예식은 끝이 난다.

### 말씀의 예배

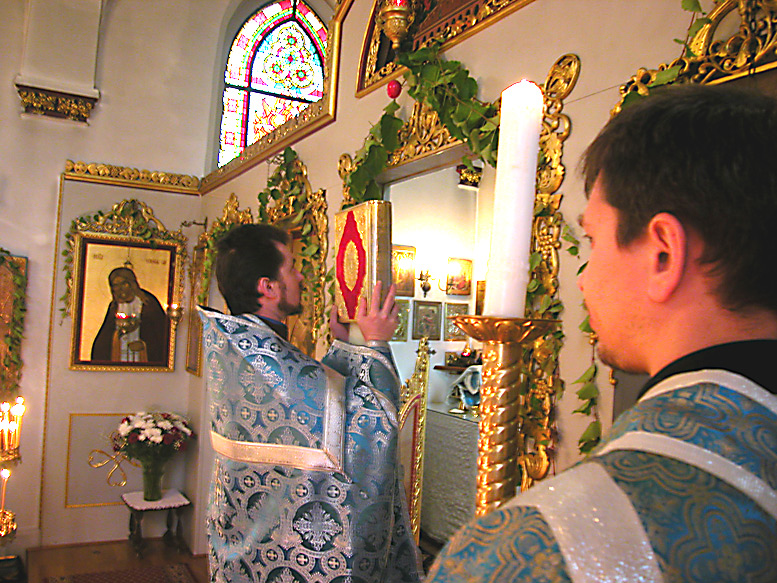
복음경을 들고 소입당을 하는 모습

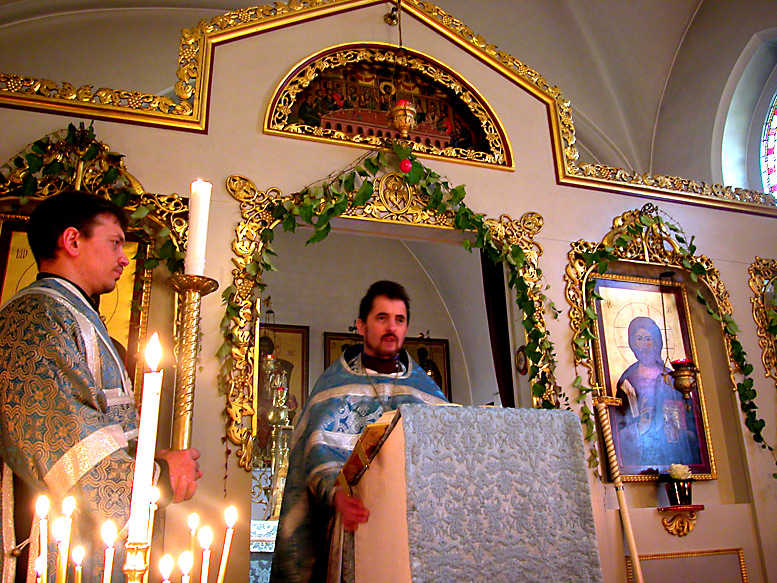
복음경 봉독

준비 예식이 끝나면 하느님을 찬미하는 성경 구절이 봉독된다. 예배의 시작 기도는 대연도로이다. 시편 102(103)편과 145편이 낭독되고 구복단(마태오 5,3-12)이 이루어진다.
말씀의 예배에서 가장 중요한 부분이 소입당이다. 사제와 봉독자, 복사들이 촛불, 향로, 원형대, 성당 깃발을 든 행렬 가운데 보제가 복음경을 높이 쳐들고 제대를 우회하여 우측의 성 가브리엘 대천사 이콘이 부착된 문으로 나와서 회중석 가운데로 행렬하여 선다. 이는 임마누엘, 즉 하느님이 우리와 함께 한다는 뜻이 있다. 복음경이 회중 가운데로 들어와서 서는 것은 하느님의 육화와 신현을 의미한다.
복음경의 앞면과 뒷면의 성상을 보면 한쪽은 부활한 그리스도의 형상이, 다른 쪽 면은 십자가에 달린 그리스도의 형상이 각각 묘사되어 있다. 부활 성상 쪽은 주일이나 그리스도와 관련된 축일 때, 십자고상 쪽은 평일에 보일 수 있게 복음경을 손에 든다. 복음경을 높이 들고 아름다운 문 앞에 선 보제는 “이는 곧 하느님의 지혜이나니, 경건한 마음으로 설지어다.”라고 외치면서 복음경으로 십자성호를 긋는다. 그러면 성가대와 회중은 “모두 가까이 와서 그리스도께 경배합시다. 부활하신 하느님의 아들이시여, 저희를 구원하소서. 찬송하나이다. 알릴루이아!”라고 노래한다. 복음경을 든 보제와 사제는 제왕문을 통과하여 지성소로 입당한다. 동참 사제들이 있을 경우 제대 좌우에 도열하고 복음경은 사제에게 인계되어 제대 중앙에 안치되는데, 이때 제대는 그리스도가 좌정하는 보좌가 된다. 행렬은 좌측의 성 미카엘 대천사 이콘이 부착된 문을 통과하여 지성소로 입당한다.
사제의 입당 기도에 이어서 성가대와 회중은 삼성송을 부른다. 보제가 “주의 깊게 들읍시다.”라고 말하면 봉독자는 스티코스를 낭송한다. 그리고 보제가 “지혜의 말씀이니”라고 하면 봉독자는 “성 사도 아무개가 보낸 서신에서 읽음이라.” 또는 “사도행전에서 읽음이라.”라고 말한다. 보제는 다시 한 번 “주의 깊게 들읍시다.”라고 말한다. 그리고 봉독자는 사도경을 봉독한다. 사도경 봉독에 이어 사제는 “봉독인에게 평화가 있을지어다.”라고 말하며 신도들은 알릴루이아를 창으로 부른다. 그리고 사제와 보제, 신도들은 한 목소리로 복음 전 기도를 바친다. 그리고 사제가 “지혜의 말씀이니 경건한 마음으로 일어서서 거룩한 복음의 말씀을 들읍시다. 모든 이에게 평화가 있을지어다.”라고 선창하면 신도들은 “또한 사제에게도.”라고 화답한다. 보제가 “아무개에 의한 거룩한 복음경에서 읽음이라.”라고 말하면 사제는 “주의 깊게 들읍시다.”라고 말한다. 그러면 신도들은 “주께 영광, 주여, 당신께 영광!”이라고 환호한다. 보제가 복음경을 봉독한다. 복음경을 봉독할 때 신도들은 모두 일어선다. 부제가 복음경을 다 읽으면 사제는 “복음을 전하는 자에게 평화가 있을지어다.”라고 말한다. 신도들은 “주께 영광, 주여, 당신께 영광!”하고 환호한다.
초창기의 성찬예배는 구약과 신약을 같이 봉독했는데, 지금은 성 야고보 성찬예배를 제외하고는 사도경과 복음경으로 구분한다. 사도들이 쓴 사도경을 먼저 봉독하고 복음경을 봉독하면 말씀의 예배는 끝난다. 이후 사제의 설교가 이어진다. 강론이 끝난 후에는 아직 세례를 받지 못한 예비 교인들을 위한 연도와 기도를 바친다.
이 때까지는 세례받지 않은 예비 신자들도 함께 머무를 수 있다.

### 성체성혈성사
말씀의 예배가 끝나면 “예비 신도들은 모두 물러갈지어다!”라는 말을 하게 된다. 옛날에는 실제로 나갔으나 오늘날에는 쓰지 않으며 사순대재기간에만 이 말이 봉독된다. 이 말은 성찬례의 중요성을 알리므로 세 번 이상 하게 된다. 회개자(영성체를 금지당한 자)는 전정에 있다가 신도들이 나오면 자신의 잘못을 위해 기도해 줄 것을 부탁한다. 예비 신도들이 모두 물러간 후에는 곧바로 성체성혈성사로 들어간다.

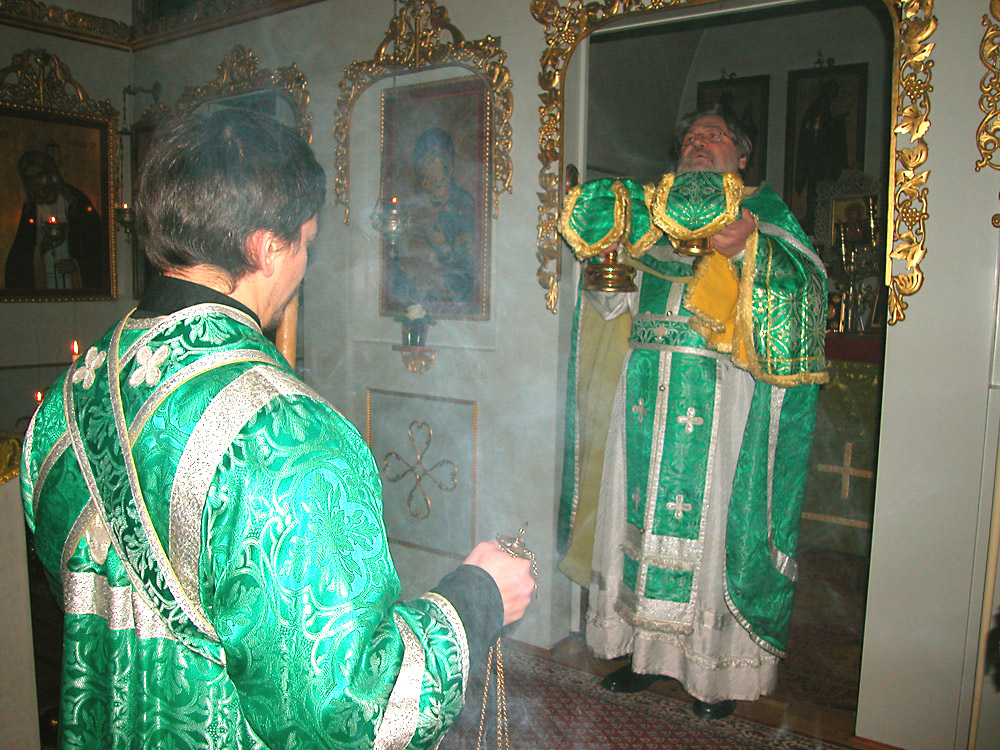
빵과 포도주를 사제가 들고 대입당을 한다.

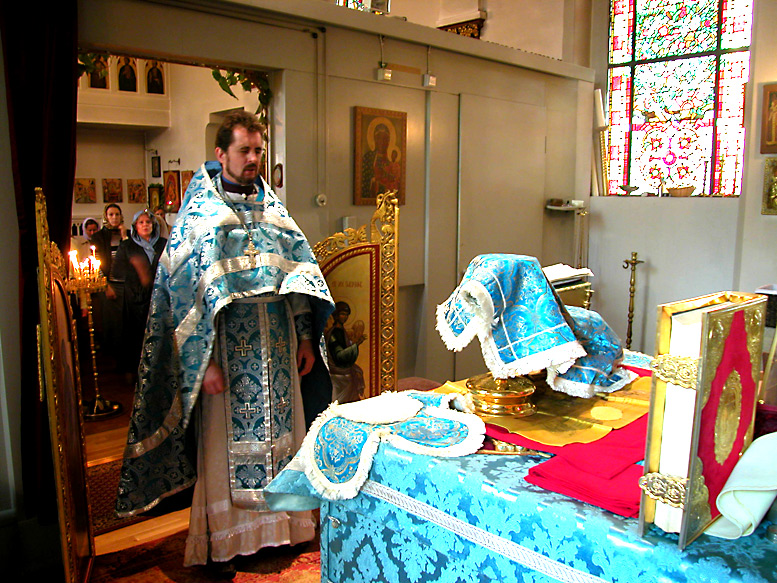
대입당 후 제대 앞에 선 사제

성체성혈성사는 대입당부터 시작한다. 대입당은 성찬예배에서 가장 큰 행렬이다. 촛불을 밝혀들고 케루빔과 세라핌의 형상이 묘사된 원형대들과 행렬 십자가를 든 복사들과 분향자 그리고 성찬예배를 집전하는 사제는 성보로 씌워진 성반과 성작을 높이 치켜든 채로 성 가브리엘 대천사 문을 통해서 회중석 중앙으로 들어와서 성반과 성작을 신도들을 향해서 치켜올리며 십자가로 강복한다. 이때 사제는 “주 하느님께서 그분의 왕국에서 우리 모두를 이제와 항상 또 영원히 기억하시기를 바라나이다.”라고 외친 후 돌아서서 성반과 성작을 제왕문을 통해서 제대 위에 안치한다.
대입당 행렬의 의미는 다음과 같이 정리할 수 있는데, 첫째는 인류의 구원을 위해 십자가를 진 예수 그리스도를 회상하는 것이다. 두 번째는 교회가 하느님의 현존 안으로 인도되는 것이다. 다른 말로 하느님의 옥좌를 향하여 행렬하며 나아가는 교회의 모습인 것이다. 또 그리스도가 아버지인 성부에게로 나아가는데 우리(회중)를 함께 데려가는 것이다. 회중은 그리스도와 함께 하느님의 옥좌 앞에 나아가 제물을 바치고 하느님 앞에 서는 것이다. 이때 삼성송이 찬양된다.
그리고 예수 그리스도가 골고타 언덕 위 십자가에서 숨을 거둔 것과 이후 시신이 십자가에서 내려져 고운 베로 싸서 장사 지냈던 일을 생각하면서 빵과 포도주 위에 하나인 성보를 다시 덮고 분향한다.
보제가 “문과 문 지혜로 임합시다.”라고 외치면 신도들은 한 목소리로 신앙의 신조인 니케아 신경을 합송한다. 여기서 “문과 문 지혜로 임합시다.”라는 말의 의미는 세례받지 않은 이들은 성경 말씀과 설교를 마음에 새기고 모두 귀가했는데, 아직도 세례받지 않은 이들이 성당 안에 남아 있으면 모두 퇴장시킨다는 것이다. 이는 어떠한 불신의 세력이 들어올 수 없도록 문단속을 당부하는 것이고, 문단속이 다 된 것을 확인하고 신도들은 하느님에 대한 신앙을 다함께 고백하는 것을 의미한다.
니케아 신경의 고백이 끝나면 봉헌기도가 시작된다. 이 봉헌기도는 감사기도, 아남네시스, 에피크리스가 있다. 맨 먼저 우리에게 알게 모르게 베풀어진 하느님의 은혜에 감사드리는 의미에서 감사기도를 바친다. 이어서 최후의 만찬 때에 예수가 한 말을 큰 소리로 낭독한다. “받아 먹어라. 이는 너희의 죄 사함을 위하여 떼어내는 내 몸이니라. 너희는 모두 이것을 마셔라. 이것은 새로운 계약을 맺은 내 피이니, 너희와 모든 이의 죄 사함을 위하여 흘리는 피이니라.”
아남네시스는 예수가 십자가에 못박혀 죽은 다음에 무덤에 안장되고, 사흘만에 부활하여 하늘에 올라 성부 오른편에 앉은 것과 훗날 영광 중에 재림할 것을 기념하여 바치는 것이다. 이 때에는 “당신의 것인 이 세상의 모든 것 중에서 특히 이 예물을 저희에게 베푸신 모든 은혜에 대한 감사로써 모든 곳에서 당신께 바치나이다.”라는 기도를 바친다.
그리고 하느님을 낳은 성모 마리아를 찬송하는 찬가를 부르는데, 축일별로 성가가 달라지기도 한다. 이때 사제는 교인들을 기억하기 위한 기도를 바치는데, 기도 후에 성모 마리아를 공경하는 의미로서 안티도론(축성된 봉헌물)을 바친다. 그리고 신도 개개인은 이 시간을 이용하여 개인적인 기도를 할 수 있다.
마지막 봉헌기도는 에피크리시스이다. 사제는 큰소리로 “주님께서는 잡히시던 날 밤, 아니 세상의 구원을 위해 주님 자신을 내어 주시던 날 밤에, 허물없고, 거룩하시며 정결하신 손에 빵을 들어 감사드리고 축성하신 후, 그의 성 사도인 제자들에게 떼어 나누어 주시며 말씀하셨나이다.”라는 말을 한 다음 이어서 “받아 먹어라. 이는 너희의 죄사함을 위하여 떼어 내는 내 몸이니라.”라고 말한다. 신도들은 이에 “아멘.”이라고 대답한다. 그러면 사제는 “또한, 만찬 후에 잔을 드시고 말씀하셨나이다.”라는 말에 이어서 “너희는 모두 이것을 마셔라. 이것은 새로운 계약을 맺는 내 피이니 너희와 모든 이의 죄사함을 위하여 흘리는 피이니라.”라고 말한다. 신도들은 “아멘.”이라고 대답한다.
사제는 성반 위에 있는 봉헌물에 손으로 십자성호를 그으면서 “이 빵이 주 그리스도의 고귀한 몸이 되게 하소서! 아멘.”이라고 축성하고, 이어서 포도주가 담긴 성작에도 같은 모양으로 하면서 “또한, 이 잔에 들어 있는 것이 주 그리스도의 고귀한 피가 되게 하소서! 아멘.”하고 축성하며, 동시에 성반과 성작에 십자성호를 그으면서 “당신의 성령으로 이 변화가 이루어지리이다! 아멘. 아멘. 아멘.”하고 축성하면서 봉헌물인 빵과 포도주 위에 성령을 보내줄 것을 간구한다. 바로 이순간, 에피크리시스 이후 빵과 포도주는 성체와 성혈, 즉 그리스도의 몸과 피로 실체 변화한다.
이때 모든 회중은 무릎을 꿇고 기도로서 성체 변화에 동참한다. 기도의 내용은 사제의 간구가 그대로 이루어지기를 바라는 기도이다. 이어서 사제는 마무리 기도를 하는데, 영성체하는 목적인 성화(聖化)와 구원에 대한 간구, 또한 살아 있는 사람에게는 하느님이 자비를 내려 주기를 바라고, 성인을 기억하고 찬미하면서 사람들을 위해 중보해 주기를 바라는 내용으로 되어 있다. 이어서 성체와 성혈을 향해 세 번 분향한다. 그리고 사제가 성체와 성혈을 영하기 위한 준비 기도를 큰 소리로 마친 다음, 모두 다같이 주님의 기도를 바친다.
교인들이 영성체송을 부르는 가운데, 사제는 십자가 형상으로 새겨진 선을 따라서 성체를 네 조각으로 나누면서 “하느님의 어린양이 떼어지고 나뉘시나이다. 그분께서는 나뉘시지만 분리되지 아니하시고 항상 양식이 되며 결코 없어지지 아니하실 뿐만 아니라 받아 모시는 일들을 거룩하게 하시나이다.”라는 기도를 바친다. 그리고 네 조각 부분 중에서 ‘예수(IC)’ 부분을 성작에 넣어서 성체와 성혈을 합쳐 완전한 그리스도의 몸을 이루게 한다. 여기서 성체의 분리 의식은 그리스도의 희생을, 성체와 성혈의 합일 의식은 그리스도의 부활을 의미한다.
이어서 준비된 제온(끓는 물)을 성작에 넣는데 미지근하면 안되고 뜨거워야 한다. 제온을 타는 이유는 첫째, 그리스도가 창에 찔렸을 때에 물과 피가 나왔고, 둘째, 열기(熱氣)가 느껴지는 살아있는 그리스도의 몸과 피를 영한다는 의미가 있기 때문이다.
성체성혈성사에 임하기 위한 기도가 끝난 후에 사제는 교인들에게 깊이 머리를 숙이며 서로 용서를 빌며, 이어서 ‘그리스도(XP)’ 부분에서 작은 부분을 떼어 영하고, 다시 성혈을 영한 후 “이제 나의 입술에 이것이 닿았으니, 나의 악은 가시고 나의 죄는 사라졌도다.”(이사야 6, 7) 라고 말한다.
그리고 부활 기도를 바치면서 나머지 성체를 성작에 넣는다.

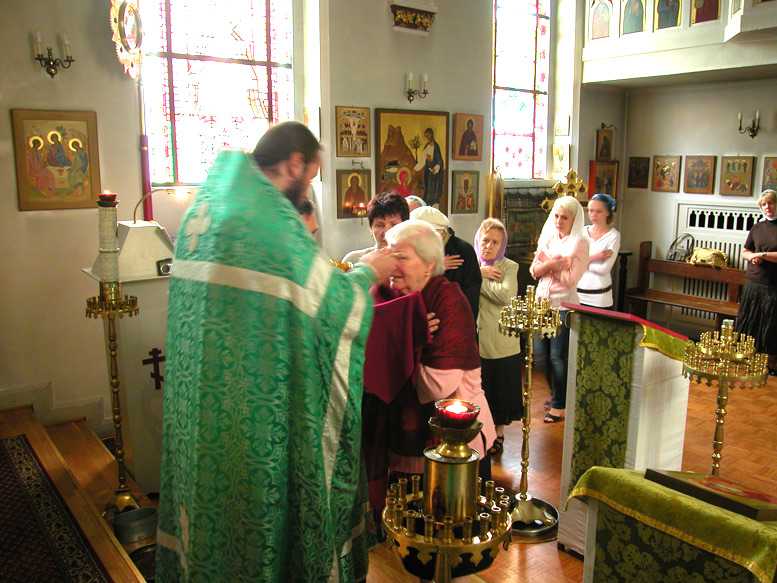
영성체 예식

이어서 성체성혈성사(영성체)가 이루어진다. 신자들은 성체와 성혈을 모시기 위해 한 사람씩 앞으로 나와 사제 앞에 선다. 신도들이 성체와 성혈을 받아 모실 때는 아기들부터 먼저 받아 모신다. 사제는 신자 한 사람마다 영성체를 해주면서 “우리 하느님 주 예수 그리스도의 거룩하시고, 생명을 주시는 성체와 성혈이 (세례명)에게 주어지니, 그대의 죄의 사함과 영생이 되어지리다.”라고 말한다. 영성체를 한 신자는 자기 자리에 돌아와 그리스도에게 감사의 기도를 바친다.
천주교회는 특별한 몇몇 경우를 제외하고 일반적으로 평신도는 성혈을 받아 모시지 않고 있는데 반해, 정교회에서는 성체와 성혈을 모두 모시는 양형 영성체를 고수하고 있다. 동방 교회의 영성체 방식은 성체를 스푼에 담긴 약간의 성혈과 함께 평신도에게 나누어 준다. 평신도는 성체와 성혈을 서서 받는다.
영성체가 끝난 후, 사제는 그 자리에서 성작을 높이 들고 십자 성호를 그으면서 “하느님, 당신의 백성을 구원하시고 아버지의 상속자를 축복하소서.”라고 외친 다음 제대 위에 안치한다. 이때 신도들은 성체와 성혈을 모셔 놓은 성작을 향하여 성호를 그으며 머리 숙여 절한다.
사제가 성소에서 내려와 예수 그리스도 이콘 앞에서 기도를 바친 후, 신도들에게 축복을 내린다. 이에 신도들은 절을 한다.
마지막으로 폐식기도를 바친 후, 사제는 신자들에게 축복된 빵(안티도론)을 나누어주는데, 이것은 성체는 아니지만 봉헌물로서 축복받은 것임을 상기하고 조심스럽고 소중하게 먹어야 한다. 성체와 성혈을 모시지 못하는 이들은 이 빵을 위안물로 대신 받는다.

## 같이 보기
- 성찬
- 미사